# Spoorlijn Kúty – Sudoměřice
De spoorlijn Kúty - Sudoměřice (Tsjechië) (lijnnummer 114) is een gedeeltelijk geëlektrificeerde Slowaakse spoorlijn. Ze heeft een lengte van 28 kilometer en is enkelsporig. De hoogst toegelaten snelheid op deze lijn bedraagt 100 km/u.

## Ligging
Spoorlijn 114 is ten dele in het westen van Slowakije gelegen, en deels in Tsjechië. Ze verbindt de Slowaakse gemeente Kúty met de Tsjechische gemeente Sudoměřice via het grenspunt Skalica.

## Geschiedenis
De lijn werd in 1891 in gebruik genomen. Anno 2023 bedient ze de steden Gbely, Holíč nad Moravou en Skalica na Slovensku bij middel van stoptreinen (Os = Omnibus).
Het traject Kúty - Holíč werd in 1987 geëlektrificeerd met de bedoeling de overbelaste lijn 110 (Kúty – Břeclav) te ontlasten. Doch na de Fluwelen Revolutie waarbij de gemeenschappelijke staat Tsjecho-Slowakije in twee aparte staten werd gescheiden, verminderde het verkeer. 
Anno 2023 rijdt er slechts een minimaal aantal treinen, dit wil zeggen:
- op werkdagen: om het uur of om de twee uren,
- op zon- en feestdagen: om de twee uren.

Deze treinen rijden tussen Kúty en Skalica na Slovensku en niet naar Sudoměřice nad Moravou. Er is geen grensverkeer naar Tsjechië.

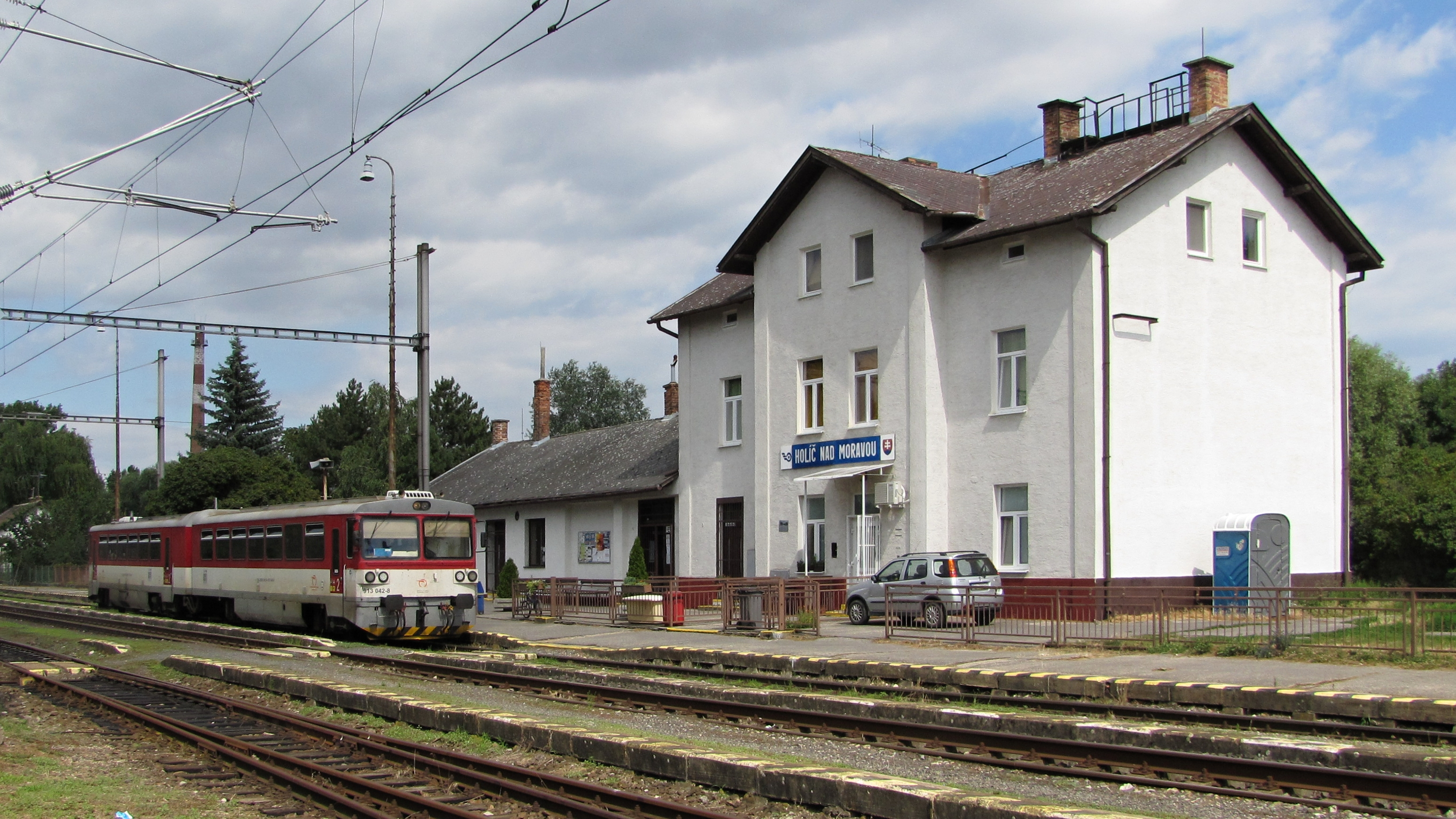
Station Holíč nad Moravou.

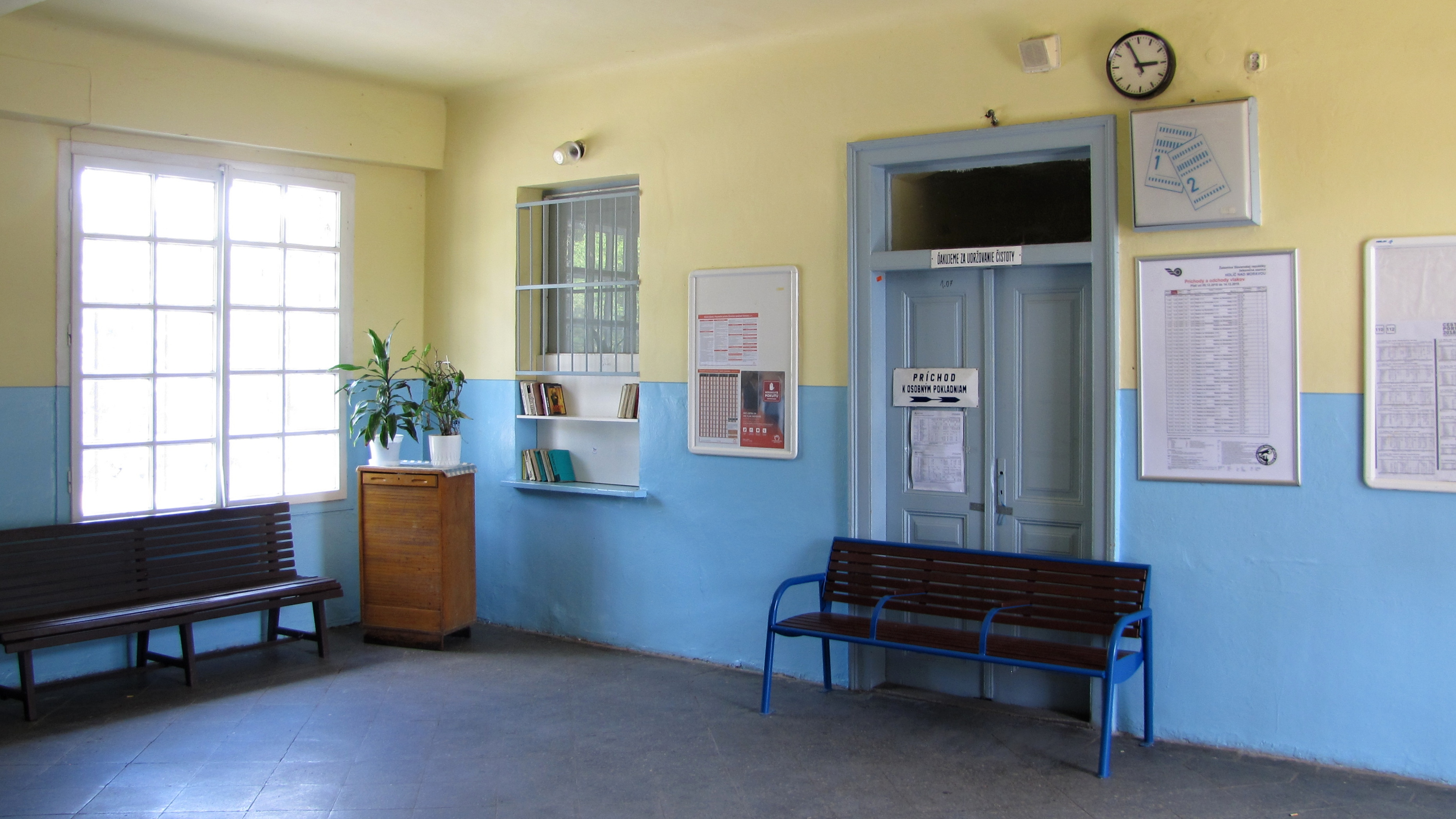
Station Holíč nad Moravou - Interieur.

## Stations en stopplaatsen
- Kúty

Vertakking met de lijnen:
- 110: Bratislava – Břeclav
- 116: Kúty – Trnava

- Gbely zastávka (halte)
- Gbely (station)
- Kopčany
- Holíč nad Moravou

Vertakking met lijn 115: Holíč - Hodonín
- Kátov
- Skalica na Slovensku

Grensovergang Slowakije - Tsjechië
- Sudoměřice nad Moravou (ČD - České dráhy)